# Пам'ятник Вікіпедії
52°20′57.5″ пн. ш. 14°33′37.3″ сх. д. / 52.349306° пн. ш. 14.560361° сх. д.

Па́м'ятник Вікіпе́дії — перший у світі пам'ятник на честь усіх творців Вікіпедії, витвір мистецтва у польському місті Слубиці, у вигляді статуї роботи Міграна Акопяна. Пам'ятник відкрито 22 жовтня 2014 року на Франкфуртській площі (пол. Plac Frankfurcki).

## Історія

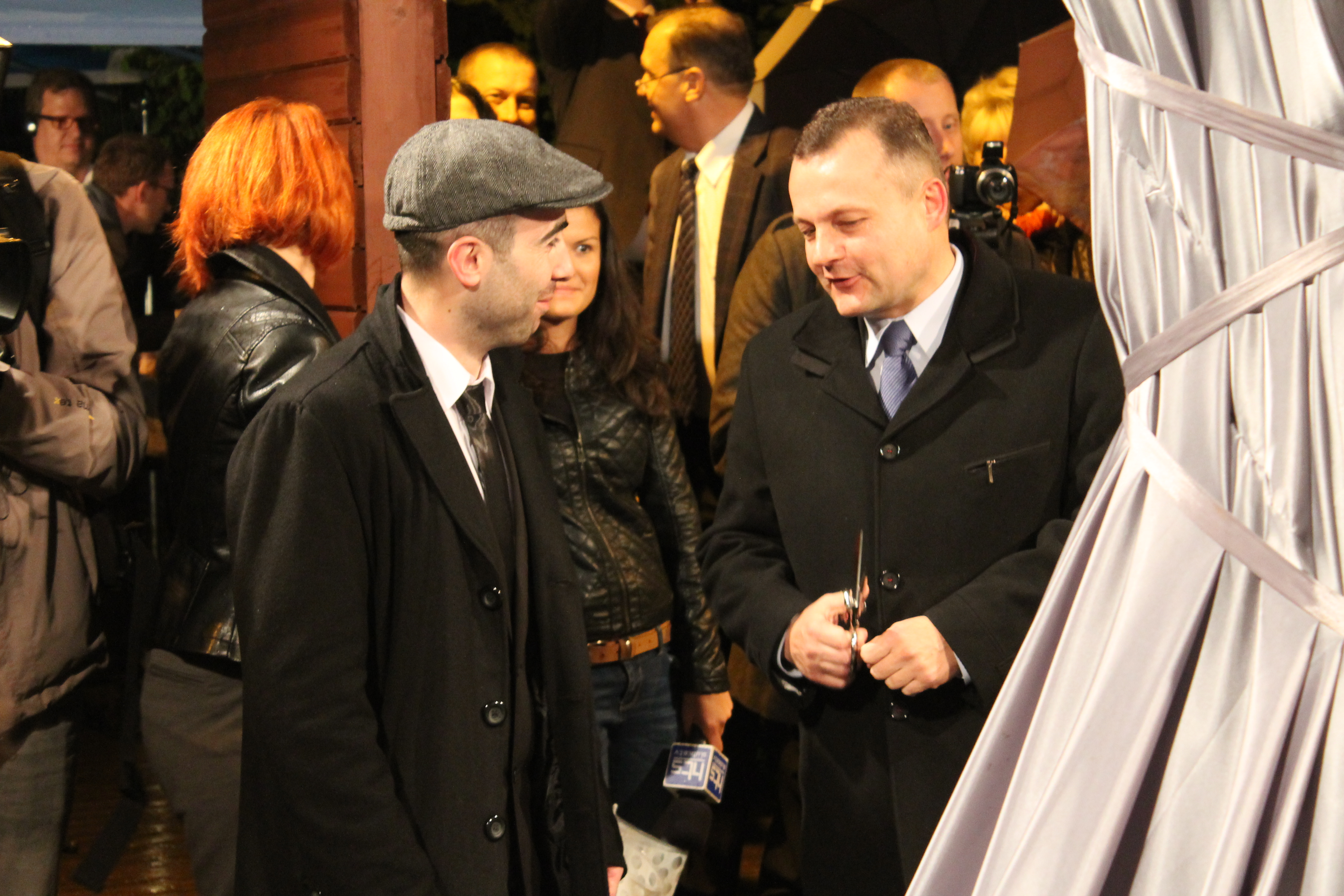
Церемонія відкриття, 22 жовтня 2014

Ідею пам'ятника підказав близько 2010 року Кшиштоф Войцеховський, професор університету та директор Collegium Polonicum у Слубицях. Войцеховський сказав: «Я ладен упасти на коліна перед Вікіпедією, тому я думав про пам'ятник, де тільки міг». Польська Вікіпедія — це популярний сайт у Польщі, і з понад мільйоном статей він посідає 12-е місце серед Вікіпедій світу.
За словами заступника мера Пйотра Лучинського, монумент «відзначить важливість міста як освітнього центру». Представник польського розділу Wikimedia заявив, що організація надіється, що цей проект «підвищить обізнаність про сайт і буде заохочувати людей робити дописи».
Макет пам'ятника зображує чотирьох людей (двох чоловіків і двох жінок), які тримають у високо піднятих руках земну кулю у вигляді логотипу Вікіпедії. Він буде заввишки до двох метрів. Статую з фіброскла та живиці спроектував митець вірменського походження Мігран Акопян, який закінчив місцевий Колегіум Полонікум. Її вартість — приблизно 50 000 злотих (близько 14 000 доларів США; 12 000 євро), яку сплатила місцева влада Слубиць. Відкриття заплановано на 22 жовтня 2014 року, на центральній площі міста (Франкфуртська площа). Це перший у світі пам'ятник Інтернет-енциклопедії. На святковому дійстві були присутніми представники з Wikimedia Foundation, а також із польського і німецького розділів Wikimedia (Wikimedia Polska та Wikimedia Deutschland відповідно). В церемонії також узяв участь Даріуш Ємельняк, автор книги про Вікіпедію.

## Опис пам'ятника
Пам'ятник являє собою офіційний логотип Вікіпедії, який тримають на руках чотири людини (два чоловіки і дві жінки), що стоять на стопках книг. Він присвячений авторам Вікіпедії — вільної енциклопедії, яку може редагувати кожен. Висота пам'ятника складає 1,7 м. Скульптура, виготовлена з ламінованого матеріалу, виглядає як металева. Пам'ятник встановлено на прямокутному постаменті.

## Галерея

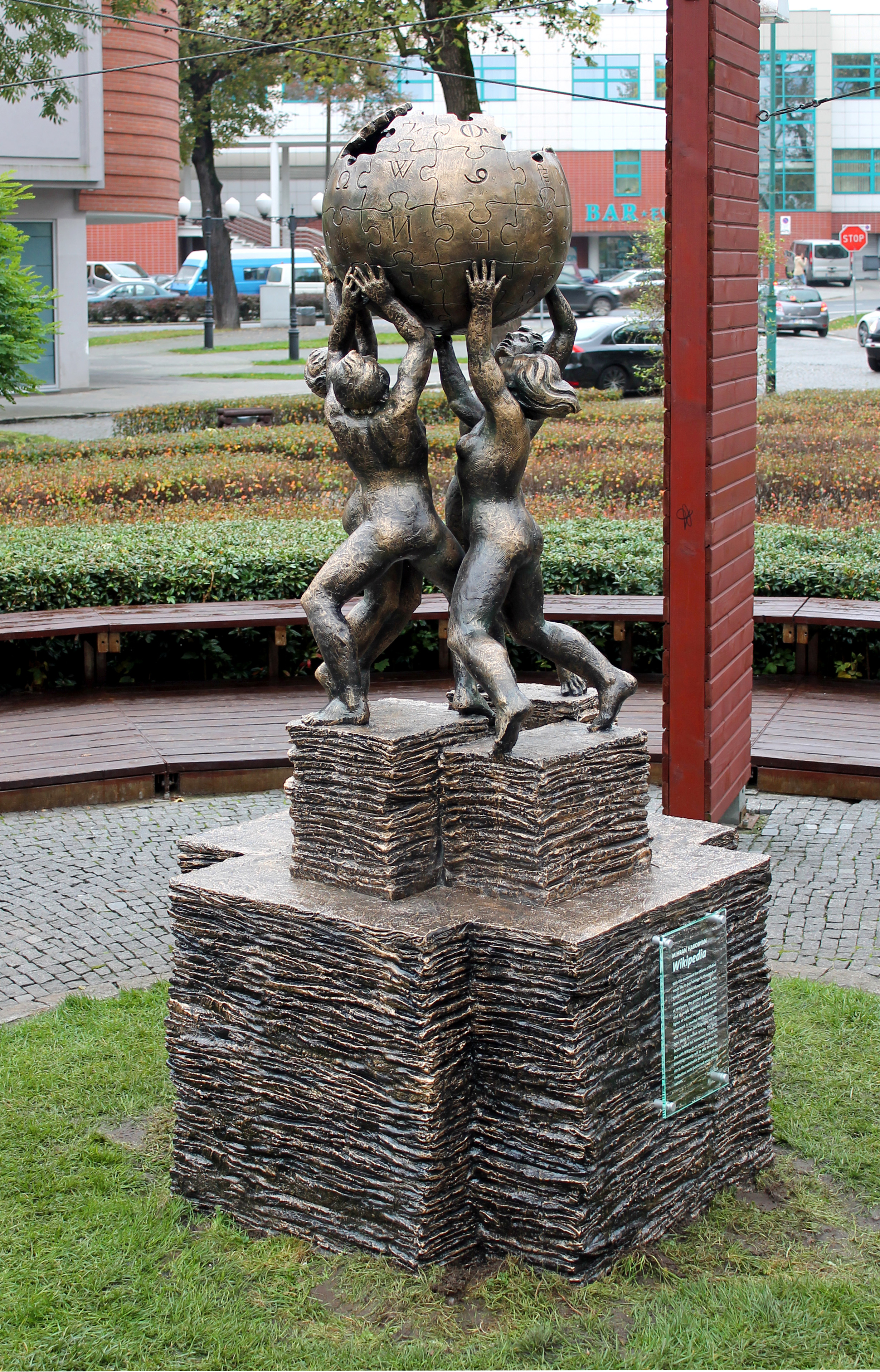
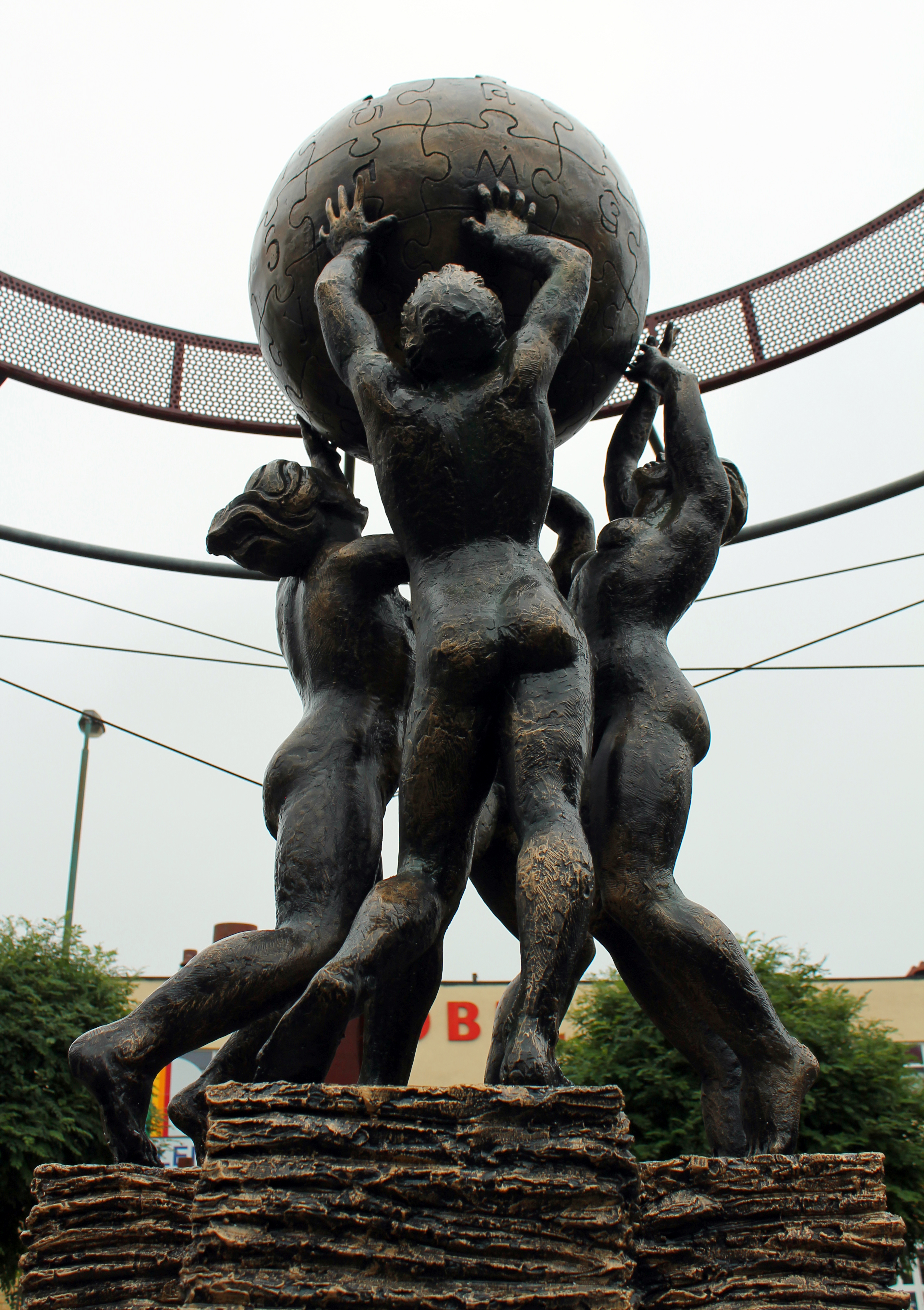
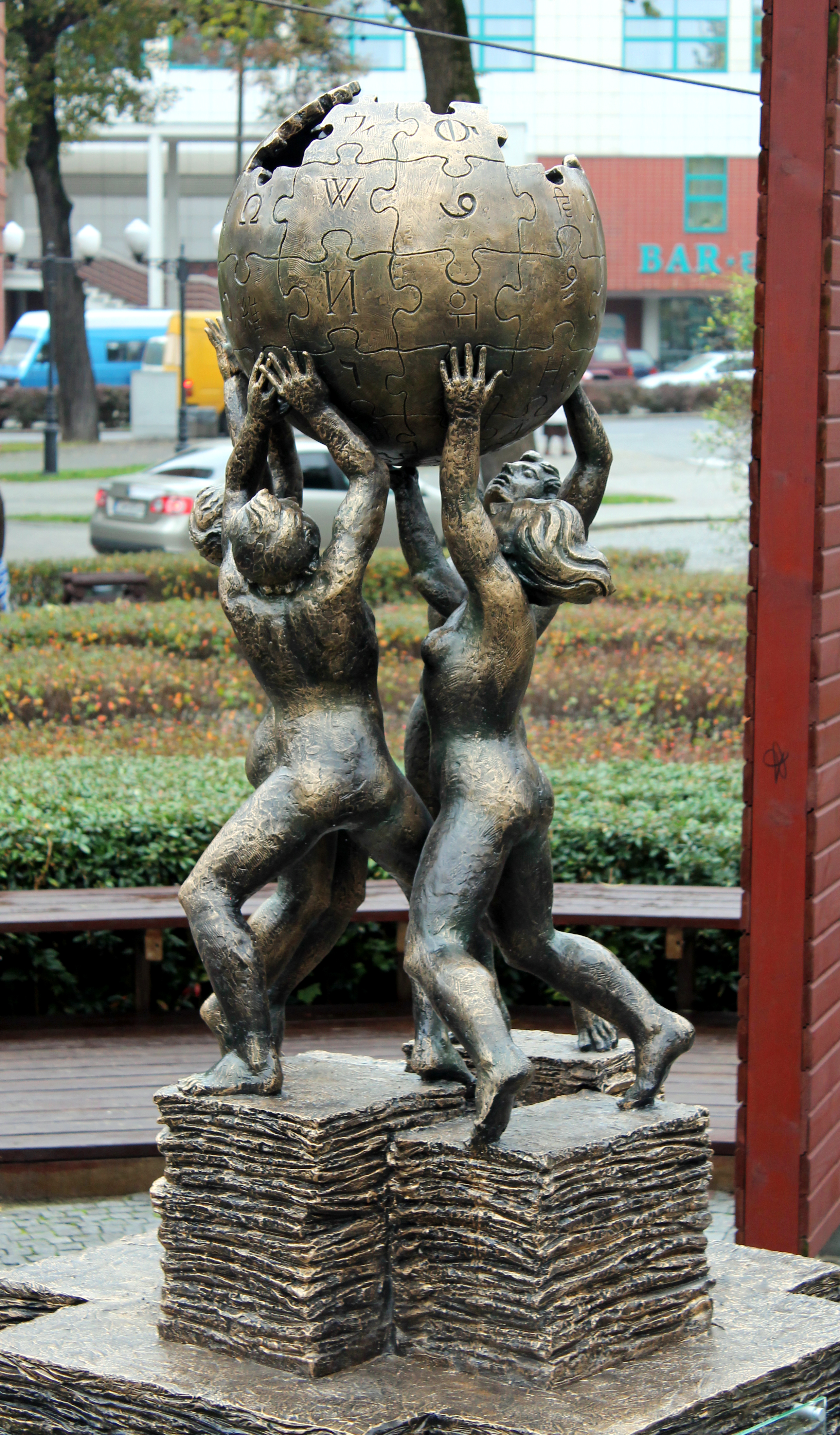
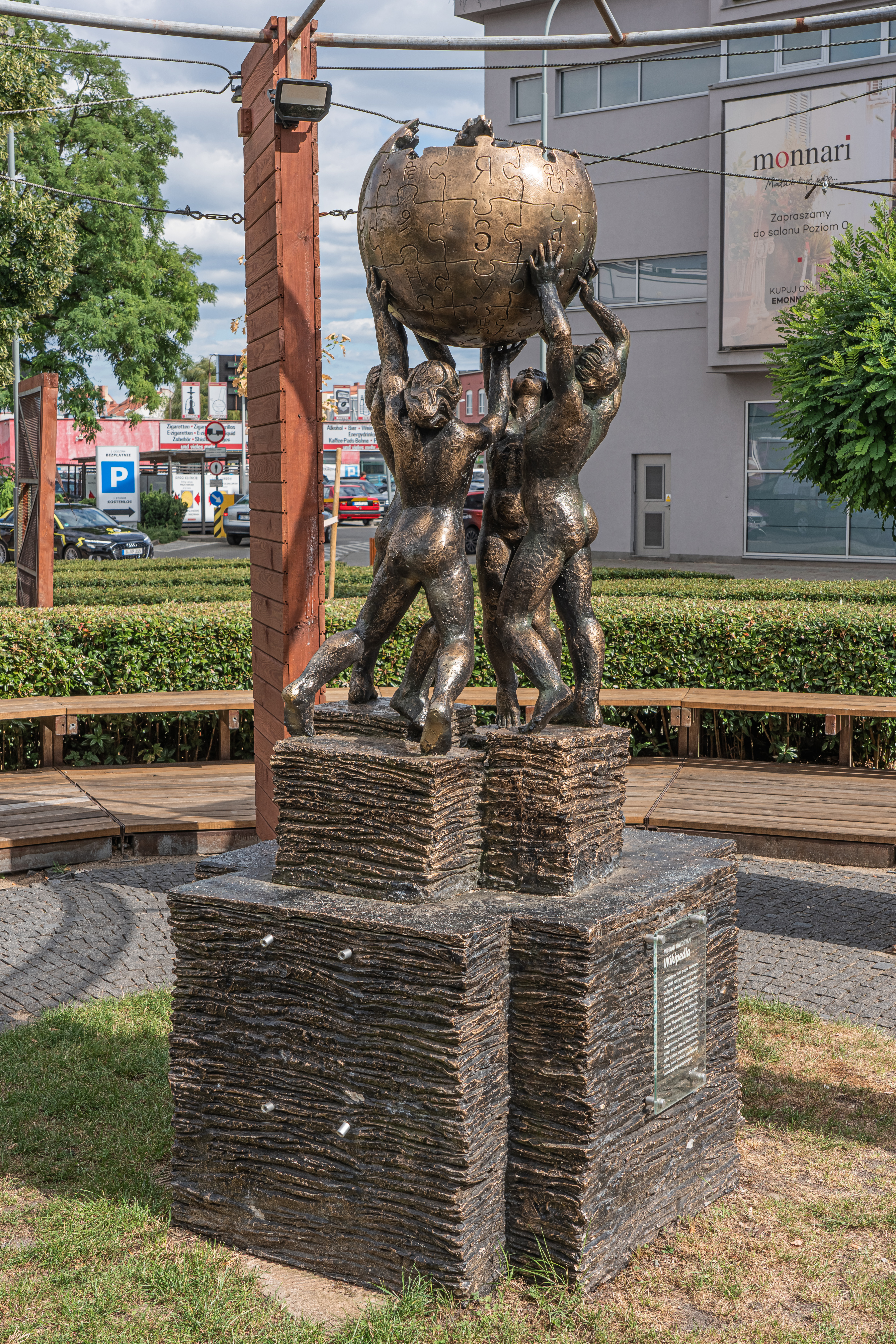
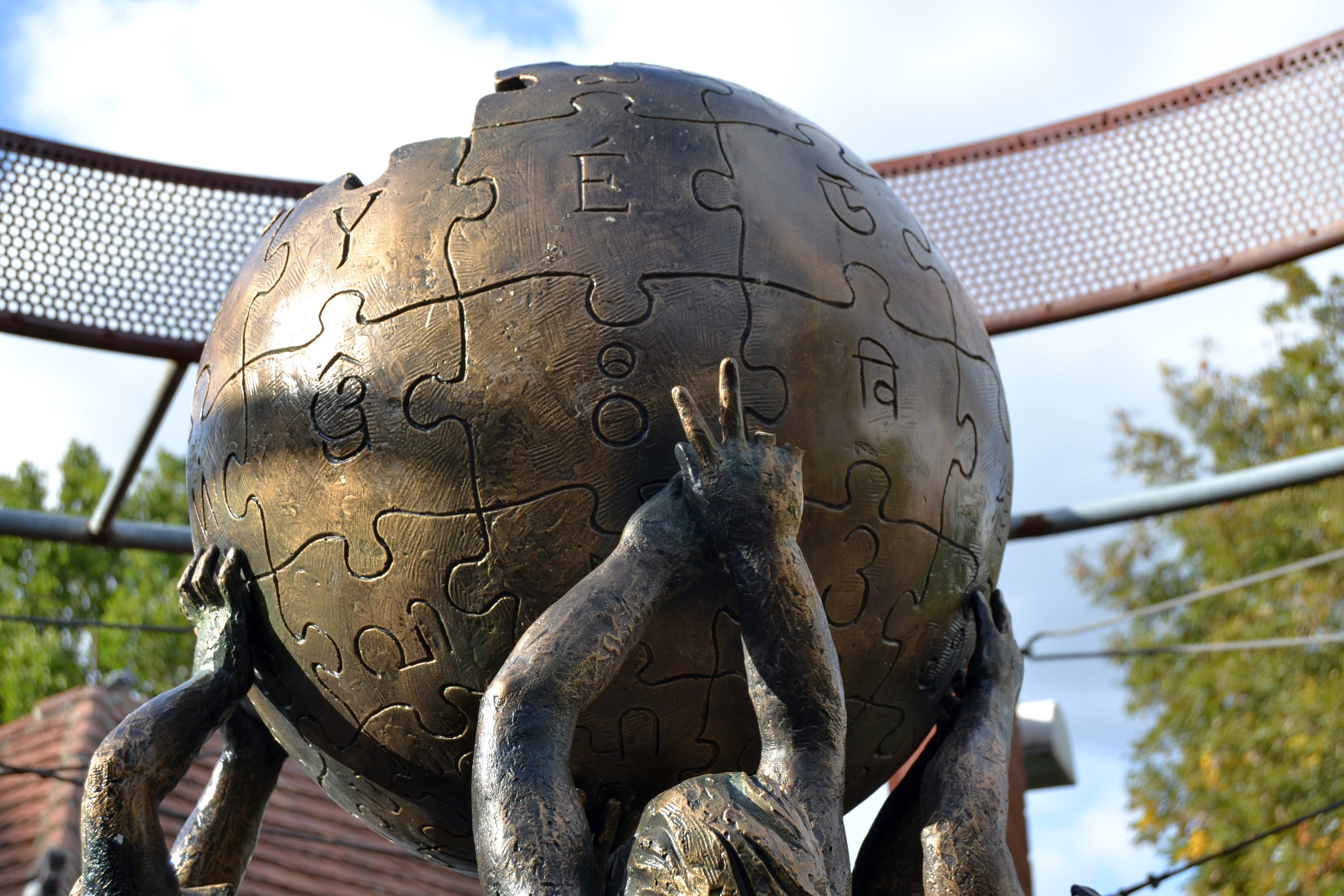
Видиме руйнування пальців пам’ятника, станом на вересень 2019 року